# Novyje prikljutjenija kapitana Vrungelja
Novyje prikljutjenija kapitana Vrungelja (russisk: Новые приключения капитана Врунгеля, da.: Kaptajn Vrungels nye eventyr) er en sovjetisk spillefilm fra 1978 instrueret af Gennadij Vasiljev.

## Medvirkende
- Mikhail Pugovkin - Kaptajn Vrungel
- Zurab Kapianidze
- Sergej Martinson - Vant
- Vladimir Basov
- Savelij Kramarov - Fierce Harry